# Amegilla cinctofemorata
Amegilla cinctofemorata är en biart som först beskrevs av Frédéric Jules Sichel 1869.  Amegilla cinctofemorata ingår i släktet Amegilla och familjen långtungebin. Inga underarter finns listade i Catalogue of Life.